# Gonia lineata
Gonia lineata là một loài ruồi trong họ Tachinidae.